# (3572) Leogoldberg
(3572) Leogoldberg es un asteroide perteneciente al cinturón de asteroides, descubierto el 28 de octubre de 1954 por el equipo de la Universidad de Indiana desde el Observatorio Goethe Link, Brooklyn (Estados Unidos).

## Designación y nombre
Designado provisionalmente como 1954 UJ2. Fue nombrado Leogoldberg en honor al astrónomo estadounidense  Leo Goldberg.